# Staw Ujazdowski
Staw Ujazdowski [pronunciación en polaco: /ˈstaf ujazˈdɔfski/] es un pueblo ubicado en el distrito administrativo de Gmina Nielisz, dentro del condado de Zamość, Voivodato de Lublin, en el este de Polonia. Se encuentra a unos 21 kilómetros al noroeste de Zamość y a 57 kilómetros al sureste de la capital regional Lublin.